# Synthesia
シンセシア (英語：Synthesia) は、Microsoft Windows、iOS、macOS、Android向けのピアノ練習ソフトで、画面の指示に従ってMIDIキーボードやパソコンのキーボードをMIDIファイルに合わせて演奏する、「キーボードマニア」や「ギターヒーロー」のようなスタイルが特徴。さらに、シンセシアは、鍵盤が点灯するMIDIキーボードや、画面上の仮想自動ピアノと接続して使用することができ、初心者が簡単にピアノを学べると考えられている。当初は、「ギターヒーロー」と使用方法が似ていることから「Piano Hero」と名付けられたが、Activision（Guitar Heroの権利所有者）がプログラムの作成者であるNicholas Piegdonに停止勧告を送った。

## 歴史
Synthesiaは、2006年頃にNicholas Piegdonによってサービスが開始され、当初は "Piano Hero "という名前だった。SourceForgeでオープンソースプロジェクトとして提供され、MIT Licenseの下でリリースされた。
当初はWindows専用だったが、2007年初頭の寄付金募集を経て、Mac OS X向けにも移植された。Linthesiaと呼ばれるLinux用のオープンソースフォークも存在し、最近のLinuxシステムでのコンパイルの問題を修正するために他のフォークの基として使用されている。

### 停止要請
2007年3月26日付の文書で、ActivisionはPiegdonに対し、「Synthesiaの配布と販売促進に関連した "Piano Hero "の名前のあらゆる使用を直ちに停止することと、将来にわたってこれを使用しないことに同意する」ことを要求した。Piegdonはこれに対し、プロジェクトの新しい名前を募集するコンテストを開催し、Daniel Lawrenceが提案したSynthesiaという名前に決定された。

### 非公開プロジェクトとしての開発
2012年5月以降、Piegdonはプログラムの潜在的な商業的価値を考慮し、ソースコードの公開を停止することを決定した。しかし、最後のオープンソースリリースであるバージョン0.6.1bは、まだダウンロードすることができる。
製品版でも、基本機能は無料のままであった。当時は楽譜表示モードなど、課金の追加機能を使用するための「ラーニングパック」キーを購入することができた。しかし、2014年12月、Synthesiaのバージョン10で、一部の演奏可能な付属のデモMIDIを除いて、プログラムを購入せずに使用できた機能が削除された。ただし、旧バージョンをダウンロードすることで、現在でも無料でプログラムを使用することができる。

## 特長
Synthesiaは、MIDIやMusicXMLファイルの再生、MIDIコントローラとの連携に対応している。また、演奏後にプレイヤーの演奏を評価し、オンラインスコアボードに表示可能なスコアを表示する。また、Synthesiaでは、アーティキュレーションを表示できる有料の「ラーニングパック」があり、音を外すと一時停止し、正しい音が出たときだけ曲を続ける「メロディープラクティス」など複数の練習機能を搭載している。

## もっと見る
- 楽譜作成ソフトウェア